# Challenger of Boca Raton 2000
Il Challenger of Boca Raton 2000 ($10,000 Boca Raton 2000) è stato un torneo di tennis facente parte della categoria ITF Women's Circuit nell'ambito dell'ITF Women's Circuit 2000. Il montepremi del torneo era di $10 000 ed esso si è svolto nella settimana tra il 10 gennaio e il 16 gennaio 2000 su campi in cemento. Il torneo si è giocato nella città di Boca Raton negli Stati Uniti.

## Vincitori

### Singolare
Lindsay Lee-Waters ha sconfitto in finale  Olga Vymetálková con il punteggio di 6–2, 3–6, 6–3.

### Doppio
Maiko Inoue /  Li Ting hanno sconfitto in finale  Olga Vymetálková /  Gabriela Navrátilová con il punteggio di 4–6, 6–2, 6–3.